# Vourey
Vourey é uma comuna francesa na região administrativa de Auvérnia-Ródano-Alpes, no departamento de Isère. Estende-se por uma área de 6,88 km². Em 2010 a comuna tinha 1 750 habitantes (densidade: 254,4 hab./km²).